# Stralendorf (Amt)
L'Amt Stralendorf est un Amt de l'arrondissement de Ludwigslust-Parchim dans le Land de Mecklembourg-Poméranie-Occidentale, dans le Nord de l'Allemagne.

## Communes
1. Dümmer (1 452 habitants)
2. Holthusen (879)
3. Klein Rogahn (1 326)
4. Pampow (2 908)
5. Schossin (251)
6. Stralendorf (1329)
7. Warsow (647)
8. Wittenförden (2 627)
9. Zülow (154)